# Дебют Андерсена
Дебют Андерсена — шаховий дебют. Виникає після ходу 1. a3. Названий на честь Адольфа Андерсена, який кілька разів застосував цей дебют у матчі проти Пола Морфі 1858 року в Парижі.

## Історія
Дебют отримав назву на честь німецького шахіста Адольфа Андерсена, який кілька разів застосував 1. a3 у матчі проти американця Пола Морфі 1858 року в Парижі.
Білі намагаються виявити план чорних, передавши їм ініціативу і хід; чорні, відповівши, 1. … Kf6 чи 1. … g6, не мають жодних проблем. Пізніше Андерсен називав свій хід 1. a3 «божевільним».
Після відповіді 1. … e5 білі продовжують 2. c4, ніби застосувавши сицилійський захист із зайвим темпом. Однак у випадку 1. … Kf6 чи 1. … d5 перший хід білих виявляється лише втратою часу. У сучасній практиці дебют Андерсена не використовують.